# Miss Bután
Miss Bután (en inglés: Miss Bhutan) es un concurso de belleza nacional en Bután. Se encarga de seleccionar a la representante del país para el concurso Miss Universo.
La actual Miss Bután es Tashi Choden, quien fue coronada el 4 de junio de 2022 en Timbu, la capital del país. Ella representó al país en Miss Universo 2022.

## Historia
El Miss Bután es organizado y producido por MPC Bhutan Entertainment, una productora cinematográfica con sede en Timbu, la capital de Bután. El fundador del concurso es Karma Tshering.
En octubre de 2008, Tsokye Tsomo Karchung se consagró como la primera ganadora del concurso. Recibió un premio en efectivo de Nu 100,000 y compitió en Miss Tierra 2008. Setenta y siete candidatas se registraron y veinte fueron seleccionadas para competir.

## Ganadoras
| Año  | Miss Bután                    | 1.ª finalista                 | 2.ª finalista           | 3.ª finalista                     | 4.ª finalista                     | Ref.        |
| ---- | ----------------------------- | ----------------------------- | ----------------------- | --------------------------------- | --------------------------------- | ----------- |
| 2008 | Tsokye Tsomo Karchung Timbu   | Shelkar Choden Trongsa        | Tshering Pem Trashigang | Tashi Pelden Wangdue Phodrang     | Kinga Wangmo Paro                 | [ 4 ]       |
| 2010 | Sonam Choden Retty Punakha    | Kinley Yangden Dorji Timbu    | Tenzin Norden Haa       | Dechen Tshomo Wangdue Phodrang    | Sangay Dema Samtse                | [ 5 ] [ 6 ] |
| 2022 | Tashi Choden Wangdue Phodrang | Sonam Pelden Wangdue Phodrang | Eden Zangmo Trashigang  | Estos puestos no fueron otorgados | Estos puestos no fueron otorgados | [ 1 ]       |

## Representación internacional

### Miss Universo Bután
: Declarada como ganadora
     : Terminó como finalista
     : Terminó como una de las semifinalistas o cuartofinalistas
     : Terminó como ganadora de premios especiales
| Año                   | Distrito         | Miss Bután   | Posición en Miss Universo | Premios especiales | Notas |
| --------------------- | ---------------- | ------------ | ------------------------- | ------------------ | ----- |
| No compite desde 2023 |                  |              |                           |                    |       |
| 2022                  | Wangdue Phodrang | Tashi Choden | No clasificó              |                    |       |

### Miss Tierra Bután
: Declarada como ganadora
     : Terminó como finalista
     : Terminó como una de las semifinalistas o cuartofinalistas
     : Terminó como ganadora de premios especiales
| Año                   | Distrito | Miss Bután      | Posición en Miss Tierra | Premios especiales | Notas |
| --------------------- | -------- | --------------- | ----------------------- | ------------------ | ----- |
| No compite desde 2009 |          |                 |                         |                    |       |
| 2008                  | Timbu    | Tsokye Karchung | No clasificó            |                    |       |